# Lucsok Péter Miklós
Lucsok Péter Miklós O.P. (Munkács, 1974. március 26. –) magyar katolikus pap, lelki író és lelkigyakorlat-vezető, a Munkácsi római katolikus egyházmegye püspöke. Ezt megelőzően 2019–2022 között az egyházmegye első segédpüspöke volt, 2022. január 28-tól pedig apostoli kormányzóként vezette az egyházmegyét.

## Pályafutása
Apja neve Lucsok Sándor. magyar anyanyelve mellett ukránul, szlovákul, oroszul, lengyelül és angolul beszél.
Iskolái elvégzése után, 1994-ben csatlakozott a Domonkos-rendhez. Örökfogadalmát 2000. április 30-án tette le. Miután Krakkóban elvégezte a domonkosok teológiai nagyszemináriumát, majd a Pápai II. János Pál Egyetemet is, 2003. június 24-én szentelte pappá Majnek Antal munkácsi római katolikus püspök a munkácsi székesegyházban.
2003-ban visszatért Ukrajnába, ahol különböző domonkos közösségekben – Jalta, Szentpétervár (Oroszország), Csortkiv, Lviv és Hmelnickij – szolgált. 2018-ban lett a lvivi közösség elöljárója.

### Püspöki pályafutása
2019. november 11-én Ferenc pápa (Mayer Mihály harmadik utódaként) Giru Marcelli címzetes püspökévé és a Munkácsi római katolikus egyházmegye első segédpüspökévé nevezte ki. December 10-én szentelte püspökké Claudio Gugerotti ukrajnai apostoli nuncius, Majnek Antal munkácsi püspök és Mieczysław Mokrzycki lvivi érsek segédletével.
2022. január 28-án Majnek Antal megyéspüspök lemondása miatt Ferenc pápa kinevezte sede vacante (széküresedés esetére) és ad nutum Sanctae Sedis (latinul a Szentszék szolgálatára álló) apostoli adminisztrátornak, 2023. október 7-én pedig megyéspüspöknek.

## Fordítás
Ez a szócikk részben vagy egészben  a   Mykola Luchok című angol Wikipédia-szócikk fordításán alapul.  Az eredeti cikk szerkesztőit annak laptörténete sorolja fel. Ez a jelzés csupán a megfogalmazás eredetét és a szerzői jogokat jelzi, nem szolgál a cikkben szereplő információk forrásmegjelöléseként.